# UFC Fight Night: Bader vs. Nogueira 2
UFC Fight Night: Bader vs. Nogueira 2 è stato un evento di arti marziali miste tenuto dalla Ultimate Fighting Championship svolto il 19 novembre 2016 al Ginásio do Ibirapuera di San Paolo, Brasile.

## Retroscena
Nel main event della card avrebbero dovuto affrontarsi, nella categoria dei pesi mediomassimi, Alexander Gustafsson e Antônio Rogério Nogueira. La UFC aveva già organizzato questo incontro come main event in due occasione diverse. La prima volta ad aprile del 2012 per l'evento UFC on Fuel TV: Gustafsson vs. Silva e successivamente a marzo del 2014 per l'evento UFC Fight Night: Gustafsson vs. Manuwa. In entrambe le occasioni, Nogueira si infortunò e non poté prendere parte all'incontro. Tuttavia, il 30 settembre, fu Gustafsson ad infortunarsi, così venne sostituito da Ryan Bader. Bader aveva già sconfitto Nogueira per decisione unanime, all'evento UFC 119.
Michael Graves doveva affrontare Sergio Pettis. Tuttavia, Graves venne rimosso dalla card il 3 ottobre dopo essere stato arrestato per comportamento violento in pubblico. Al suo posto venne inserito Zak Ottow.
Matheus Nicolau avrebbe dovuto affrontare Ulka Sasaki, ma il 3 novembre, Nicolau venne notificato dalla USADA per una potenziale violazione delle leggi anti-doping.

## Risultati
|                                   | Divisione                      |                                |                                |                                | Metodo                                      | Round                          | Tempo                          | Premio                         |
| Card Principale (Fox Sports 1)    | Card Principale (Fox Sports 1) | Card Principale (Fox Sports 1) | Card Principale (Fox Sports 1) | Card Principale (Fox Sports 1) | Card Principale (Fox Sports 1)              | Card Principale (Fox Sports 1) | Card Principale (Fox Sports 1) | Card Principale (Fox Sports 1) |
| --------------------------------- | ------------------------------ | ------------------------------ | ------------------------------ | ------------------------------ | ------------------------------------------- | ------------------------------ | ------------------------------ | ------------------------------ |
|                                   | Pesi Mediomassimi              | Ryan Bader                     | batte                          | Antônio Rogério Nogueira       | KO Tecnico (pugni)                          | 3                              | 3:51                           |                                |
|                                   | Pesi Gallo                     | Thomas Almeida                 | batte                          | Albert Morales                 | KO Tecnico (pugni)                          | 2                              | 1:37                           | POTN                           |
|                                   | Pesi Paglia (F)                | Cláudia Gadelha                | batte                          | Cortney Casey                  | Decisione unanime (30-27, 30-27, 30-27)     | 3                              | 5:00                           |                                |
|                                   | Pesi Medi                      | Krzysztof Jotko                | batte                          | Thales Leites                  | Decisione unanime (29-27, 30-27, 30-27)     | 3                              | 5:00                           |                                |
|                                   | Pesi Welter                    | Kamaru Usman                   | batte                          | Warlley Alves                  | Decisione unanime (29-27, 30-26, 29-28)     | 3                              | 5:00                           |                                |
|                                   | Pesi Welter                    | Sergio Moraes                  | batte                          | Zak Ottow                      | Decisione non unanime (30-27, 28-29, 30-27) | 3                              | 5:00                           |                                |
| Card Preliminare (Fox Sports 1)   |                                |                                |                                |                                |                                             |                                |                                |                                |
|                                   | Pesi Medi                      | Cézar Ferreira                 | batte                          | Jack Hermansson                | Sottomissione (triangolo di braccio)        | 2                              | 2:11                           | POTN                           |
|                                   | Pesi Mediomassimi              | Gadzhimurad Antigulov          | batte                          | Marcos Rogerio de Lima         | Sottomissione (ghigliottina)                | 1                              | 1:07                           | POTN                           |
|                                   | Pesi Gallo                     | Johnny Eduardo                 | batte                          | Manvel Gamburyan               | KO Tecnico (pugni)                          | 2                              | 0:46                           |                                |
|                                   | Pesi Massimi                   | Luis Henrique                  | batte                          | Christian Colombo              | Sottomissione (ghigliottina)                | 3                              | 2:12                           |                                |
| Card Preliminare (UFC Fight Pass) |                                |                                |                                |                                |                                             |                                |                                |                                |
|                                   | Pesi Gallo                     | Pedro Munhoz                   | batte                          | Justin Scoggins                | Sottomissione (ghigliottina)                | 2                              | 1:55                           | POTN                           |
|                                   | Pesi Mediomassimi              | Darren Stewart                 | batte                          | Francimar Barroso              | KO Tecnico (pugni)                          | 1                              | 1:34                           |                                |

## Premi
I lottatori premiati ricevettero un bonus di 50.000 dollari.
Legenda:
- FOTN: Fight of the Night (vengono premiati entrambi gli atleti per il miglior incontro dell'evento)
- POTN: Performance of the Night (viene premiato il vincitore per la migliore performance dell'evento)

## Incontri Annullati
|  | Divisione         |                      |        |                          | Motivo                            |
|  | ----------------- | -------------------- | ------ | ------------------------ | --------------------------------- |
|  | Pesi Mediomassimi | Alexander Gustafsson | contro | Antônio Rogério Nogueira | Gustafsson subì un infortunio     |
|  | Pesi Welter       | Michael Graves       | contro | Sergio Moraes            | Graves venne arrestato            |
|  | Pesi Mosca        | Matheus Nicolau      | contro | Ulka Sasaki              | Nicolau fallì un test anti-doping |